# Julia Melim
Julia Melim (sinh ngày 10 tháng 8 năm 1982) là một người dẫn chương trình truyền hình nữ diễn viên và nhà sản xuất người Brasil gốc Italia. Cô được biết đến với tư cách là người dẫn chương trình truyền hình và phóng viên NY tại Hollywood TV. Tác phẩm của cô bao gồm bộ phim Death of Evil do Damian Chapa đạo diễn, bộ phim mới nhất của Sofia Coppola Somewhere Executive do Francis Ford Coppola và The Incredible Hulk sản xuất với Edward Norton và đạo diễn là Louis Leterrier.

## Đầu đời
Melim sinh ra dưới tên khai sinh là Julia dos Santos Melim Coelho ở Florianopolis và có song thân là nhà phát triển bất động sản Mirian Melim và kiến trúc sư Mario Cesar Coelho. Nhiều người liên kết cô với nhà văn hư cấu Paulo Coelho vì hai người có cùng họ, mặc dù họ không liên quan trực tiếp. Cô lớn lên ở Rio de Janeiro, Brasil trong một gia đình Công giáo và theo học trường nội trú Công giáo Ireland của Thánh Patrick. Cô nói thông thạo tiếng Bồ Đào Nha, tiếng Tây Ban Nha và tiếng Anh. Cô bắt đầu diễn xuất ở độ tuổi lên 4 khi cô bắt đầu biểu diễn cho gia đình, nhưng mãi cho đến khi cô còn là một thiếu niên, ở tuổi 13, cô đã thực hiện buổi trình diễn chuyên nghiệp của mình khi diễn vai Beth trong nhà hát The Crucible by Arthur Miller. Cô rất tự hào về nguồn gốc Brasil của mình và đã biểu lộ điều này trong một cuộc phỏng vấn trong Paul Berenson Show